# 莫泽什吉朗因国际机场
莫泽什吉朗因国际机场（印尼语：Bandar Udara Internasional Mozes Kilangin）也称为 蒂米卡机场（Bandar Udara Timika），是一座位于印度尼西亚巴布亚省米米卡县，主要服务城市蒂米卡的机场。

## 航空公司和目的地
| 航空公司       | 目的地                                                    |
| -------------- | --------------------------------------------------------- |
| 印尼快捷航空   | 巴厘岛、望加锡、万鸦老 包机：梭罗                         |
| 巴泽航空       | 雅加达-苏哈、望加锡                                       |
| 连城航空       | 巴厘岛                                                    |
| 嘉鲁达印尼航空 | 巴厘岛、望加锡、纳比雷                                    |
| 苏西航空       | Alama、Beoga、Jila、Jita、Mapanduma、Paro、Tsinga、Wangbe |
| 三佛齐航空     | 望加锡、索龙                                              |
| 飞翼航空       | 图阿尔、纳比雷、瓦梅纳                                    |

## 蒂米卡机场枪击事件
当地时间1996年4月15日，萨努利少尉（Sanurip）在蒂米卡机场使用Pindad SS1突擊步槍对士兵开枪。事件共造成16人死亡（其中五人为平民，当中包括一名新西兰人），11人非致命伤，被定性为屠杀。萨努利少尉被击中腿部后被其他士兵逮捕。事件动机不明，推测Sanurip少尉患有抑郁症，也可能患有疟疾，还有人认为萨努利少尉刚与上司发生争执。
1997年4月23日，萨努利少尉在查亚普拉军事法庭被判处死刑。1997年6月18日高等军事法庭在泗水驳回萨努利少尉的上诉，于是他向印尼最高法院上诉。期间在医院死亡。

## 资料来源
1. ↑  Liu, Jim. . Routesonline.   [10 January 2020]. （原始内容存档于2020-08-08）.
2. ↑  (apakabar@clark.net), apakabar@clark.net. . www.library.ohiou.edu.   [2017-01-08]. （原始内容存档于2016-03-06）.
3. ↑  . SFGate.   [2017-01-08]. （原始内容存档于2017-08-03）.
4. ↑  (apakabar@clark.net), apakabar@clark.net. . www.library.ohiou.edu.   [2017-01-08]. （原始内容存档于2016-03-06）.
5. ↑  (apakabar@clark.net), apakabar@clark.net. . www.library.ohiou.edu.   [2017-01-08]. （原始内容存档于2012-02-13）.
6. ↑  (apakabar@clark.net), apakabar@clark.net. . www.library.ohiou.edu.   [2017-01-08]. （原始内容存档于2017-01-09）.
7. ↑  . Arsa Raya Perdana https://web.archive.org/web/20170803131139/https://books.google.ie/books?id=BdETAQAAMAAJ&redir_esc=y. 2003-01-01  [2017-01-08]. （原始内容存档于2017-08-03） （英语）. 缺少或|title=为空 (帮助)